# Faustcoven
Faustcoven ist eine 2002 in Trondheim gegründete Black-Doom-Band.

## Geschichte
Faustcoven wurden im Jahr 2002 von Gunnar Hansen als persönliches Projekt gegründet um seine subjektive Vorstellung von einer Vermischung des Black Metals mit Doom Metal zu verwirklichen. Die ersten Demoaufnahmen gestaltete er mit einem Drumcomputer. Erst nachdem es zu einem Vertrag mit Barbarian Wrath Records gekommen war, nahm er mit Terje M. Kråbøl einen Schlagzeuger hinzu. Im Jahr 2003 erschien das Debüt The Halo of Burning Wings. Aufgrund seines Wohnortwechsels von Trondheim nach Oslo wechselte Hansen zu der zweiten offiziellen Veröffentlichung den Schlagzeuger. Seit der Split-EP Koldbrann / Faustcoven, welche Faustcoven und Koldbrann für Cryptia Productions aufnahmen, übernahm Johnny Tombthrasher von Ghoul-Cult die Funktion. Im Anschluss formierte Hansen unterschiedliche Musiker zu einer Live-Band. Derweil Hansen sich so die Möglichkeit erschloss, live in Erscheinung zu treten, nahm die Band keinen Einfluss auf die weiteren Veröffentlichungen von Faustcoven. Den ersten Auftritt absolvierte die Gruppe beim mehrtägigen Festival Hole in the Sky in Bergen im Jahr 2009.

## Stil
Als überwiegenden Einfluss benennt Gunnar Hansen Interpreten des Doom Metals sowie der ersten und zweiten Generation des Black Metals. Darunter Black Sabbath, Witchfinder General, Pagan Altar, Saint Vitus, Pentagram, Candlemass, Venom, Hellhammer, Bathory, Darkthrone und Mercyful Fate. Als Stilbeschreibung wählte Hansen, welcher sich selbst kulturell eher dem Black- als dem Doom-Metal zurechnet, „Black Sabbath und Candlemass, die auf Venom, Hellhammer und Bathory treffen.“ In Rezensionen wird die Mischung aus Doom- und Black-Metal ebenfalls hervorgehoben. Wolf-Rüdiger Mühlmann bestätigt im Rock Hard die von Hansen genannten Einflussfaktoren. Faustcoven verbinden demnach „frühe Black Sabbath und Bobby Lieblings Pentagram mit primitivem Black Metal von Hellhammer, der „Morbid Tales“-Phase von Celtic Frost sowie den schleppenden Stücken und Midtempo-Songparts der ersten drei Bathory-Alben.“ Die Internetseite Vönger sieht Faustcoven „gewissermaßen in der Tradition von Bands wie Carpathian Full Moon oder Abysmal,“ wobei Hansens Projekt „weniger Wert auf Harmonie und Eingängigkeit, dafür um so mehr auf eine möglichst boshafte Erscheinung und Atmosphäre“ lege. Die Musik bestehe aus „tonnenschweren Riff-Walzen und dämonisch geiferndem, tief verzerrtem Gesang“. Dabei bestünden ebenso Parallelen zur norwegischen Schule und „dezente Keyboard-Chöre und wirre, obskure Gitarrensolos à la Black Sabbath“ zeugten von der Originalität Faustcovens.

## Diskografie
- 2002: Satanic Doom 2002 (Demo, Selbstverlag)
- 2003: The March of Cloven Hooves (Demo, Selbstverlag)
- 2003: The Halo of Burning Wings (Album, Barbarian Wrath)
- 2006: Koldbrann / Faustcoven (Split-EP mit Koldbrann, Cryptia Productions)
- 2008: Rising from Below the Earth (Album, Barbarian Wrath)
- 2009: The Priest’s Command (Kompilation, Under the Sign of Garazael Productions)
- 2010: Cultes, Covens, Sinister Rites (Split-EP mit Cultes Des Goules, Iron Tyrant)
- 2012: Hellfire and Funeral Bells (Album, Nuclear War Now! Productions)
- 2018: In the Shadow of Doom (Album, Nuclear War Now! Productions)